# Playa de Calarreona (Águilas)
La Playa de Calarreona es una playa situada dentro del espacio natural protegido de las Cuatro Calas, siendo la más grande de estas, en el término municipal de Águilas (Región de Murcia, España). Se accede por la carretera de Vera, km 3,8.

## Descripción
De 490 metros de longitud y 45 de anchura, está orientada al sur. Cuenta con un promontorio en el que se sitúa un albergue y unos saladares contiguos, de pequeñas dunas.